# Surfin' Safari
Surfin' Safari je debutové studiové album americké surf rockové skupiny The Beach Boys. Album poprvé vyšlo 1. října 1962 pod značkou Capitol Records. Na CD později vyšlo spolu s albem Surfin' USA.

## Pozadí
V listopadu roku 1961 bratranci Brian Wilson a Mike Love složili na popud Brianova mladšího bratra Dennise Wilsona píseň o surfování pod titulem „Surfin'“. Brzy nato vytvořili skupinu, když přizvali nejmladšího z bratrů Wilsonových Carla na pozici sólového kytaristy a Brianova spolužáka ze střední školy Ala Jardina na rytmickou kytaru. Brian se ujal baskytary, Dennis bicích a Mike byl frontmanem. Všichni společně také tvořili harmonické vokály pod Brianovým vedením. Píseň „Surfin'“ vyšla jako singl v prosinci téhož roku a produkoval ji Hite Morgan. Druhou stranu singlu tvořila píseň „Luau“. Skladba „Surfin'“ se v žebříčku US Top 100 na začátku roku 1962 vyšplhala na 75. místo.
Manažerem skupiny se stal otec bratrů Murry Wilson. Na jaře roku 1962 předložil společnosti Capitol Records profesionálně nahranou demo nahrávku. The Beach Boys podepsali se společností smlouvu a v červnu roku 1962 vyšel singl „Surfin' Safari“, jehož druhou stranu tvořila píseň „409“. Al Jardine po nahrání písně „Surfin'“ skupinu opustil, načež byl nahrazen přítelem rodiny Wilsonových Davidem Marksem, ale již na podzim roku 1963 se ke skupině vrátil, aby se následně objevil na třetím studiovém albu skupiny. Po Jardinově návratu měla kapela krátce 6 členů. Po tom, co se skladby „Surfin' Safari“ (14. pozice na americké hitparádě) i „409“ se staly hity, souhlasila společnost Capitol Records s nahráním celého alba. Brian Wilson ve spolupráci s Mikem Lovem a Garym Usherem přispěl písněmi, které tvořily základ desky.
Druhý singl „Ten Little Indians“ byl úspěšný méně - dostal se pouze na 49. pozici. Ačkoliv hlavními zpěváky jsou Mike Love a Brian Wilson, Dennis měl na nahrávce „Little Girl (You're My Miss America)“, která je na albu uvedena pod názvem „Little Miss America“, svůj vokálový debut.

## Přebal alba
Přední strana alba zobrazuje žlutý pick-up a surfovací prkno společně se členy kapely: David Marks (na kapotě), Dennis Wilson (řidič), Mike Love (vpředu na střeše), Brian Wilson (vzadu na střeše) a Carl Wilson (na korbě). Fotka byla pořízena na pláži v Paradise Cove, severně od Malibu, vlastním fotografem nahrávací společnosti Capitol Records Kenem Veederem. Během focení vznikla také fotka, která později roku 1963 vytvořila přední stranu alba Surfer Girl.

## Vydání
Album vyšlo přes společnost Capitol Records 1. října 1962 a během svého 37týdenního setrvání na amerických hitparádách dosáhlo nejlépe 32. pozice. Ve Velké Británii album vyšlo až v dubnu 1963, ale neumístilo se.[zdroj?]

## Seznam skladeb
| Strana 1 | Strana 1                             | Strana 1       | Strana 1 |
| Pořadí   | Název                                | Vedoucí vokály | Délka    |
| -------- | ------------------------------------ | -------------- | -------- |
| 1.       | Surfin' Safari                       | Love           | 2:05     |
| 2.       | County Fair                          | Love           | 2:15     |
| 3.       | Ten Little Indians                   | Love           | 1:26     |
| 4.       | Chug-A-Lug                           | Love           | 1:59     |
| 5.       | Little Girl (You're My Miss America) | Dennis Wilson  | 2:04     |
| 6.       | 409                                  | Love           | 1:59     |

| Strana 2 | Strana 2                     | Strana 2                  | Strana 2 |
| Pořadí   | Název                        | Vedoucí vokály            | Délka    |
| -------- | ---------------------------- | ------------------------- | -------- |
| 1.       | Surfin'                      | Love                      | 2:10     |
| 2.       | Heads You Win – Tails I Lose | Love                      | 2:17     |
| 3.       | Summertime Blues             | David Marks a Carl Wilson | 2:09     |
| 4.       | Cuckoo Clock                 | B. Wilson                 | 2:08     |
| 5.       | Moon Dawg                    | instrumentální            | 2:00     |
| 6.       | The Shift                    | Love                      | 1:52     |

## Obsazení
- Al Jardine – zpěv, akustická baskytara
- Mike Love – zpěv
- David Marks – rytmická kytara, zpěv
- Brian Wilson – baskytara, klávesy, zpěv
- Carl Wilson – sólová kytara, zpěv
- Dennis Wilson – bicí, zpěv